# Korthalsella leucothrix
Korthalsella leucothrix är en sandelträdsväxtart som beskrevs av B.A. Barlow. Korthalsella leucothrix ingår i släktet Korthalsella och familjen sandelträdsväxter. Inga underarter finns listade i Catalogue of Life.